# Timo Vuorensola
Timo Vuorensola, född 29 november 1979 i Helsingfors, är en finsk filmregissör, skådespelare och musiker. Han har bland annat regisserat filmer som Star Wreck: In the Pirkinning (en av filmerna i Star Wreck-serien), Iron Sky och Iron Sky: The Coming Race. Han ligger även bakom regin i den amerikanska skräckfilmen Jeepers Creepers: Reborn.
Vuorensola är utöver sin filmkarriär även sångare samt medgrundare av det Helsingfors- och Tammerfors-baserade industrimetalbandet Älymystö. Bandet har varit aktivt sedan år 2002.

## Filmografi (i urval)
- 2005 – Star Wreck: In the Pirkinning
- 2012 – Iron Sky
- 2019 – Iron Sky: The Coming Race
- 2022 – Jeepers Creepers: Reborn
- 2023 – 97 Minutes